# Jessore (distrikt)
Jessore (bengali: যশোহর, engelska: Jessore District) är ett distrikt i Bangladesh.   Det ligger i provinsen Khulna, i den sydvästra delen av landet, 140 km sydväst om huvudstaden Dhaka. Antalet invånare är 2 764 547.
Trakten runt Jessore består till största delen av jordbruksmark. Runt Jessore är det mycket tätbefolkat, med 1 135 invånare per kvadratkilometer.